# Carter Verhaeghe
Carter Verhaeghe (* 14. August 1995 in Waterdown, Ontario) ist ein kanadischer Eishockeyspieler, der seit Oktober 2020 bei den Florida Panthers in der National Hockey League unter Vertrag steht. Mit dem Team gewann er in den Playoffs 2024 und 2025 den Stanley Cup, ebenso wie mit den Tampa Bay Lightning im Jahre 2020.

## Karriere
Verhaeghe war zunächst im unterklassigen kanadischen Junioreneishockey aktiv, bevor er 2011 bei der OHL Priority Selection in der zweiten Runde von den Niagara IceDogs ausgewählt wurde. In der folgenden Saison 2011/12 avancierte der Center zum Stammspieler bei den IceDogs. Mit dem Team erreichte er die Playoff-Finals der OHL, unterlag jedoch den London Knights. In den folgenden beiden Spielzeiten gelang es dem Stürmer seine Punkteausbeute deutlich zu steigern. So beendete er das Spieljahr 2013/14, Verhaeghe war inzwischen zum Assistenzkapitän ernannt worden, mit 82 Punkten in 65 Spielen der regulären Saison als punktbester Spieler seines Teams. Während dieser Zeit war er im NHL Entry Draft 2013 in der dritten Runde an insgesamt 82. Position von den Toronto Maple Leafs ausgewählt worden. Im April 2014 unterzeichnete er einen dreijährigen Einstiegsvertrag bei den Toronto Maple Leafs. Anschließend wurde der Kanadier ins Farmteam zu den Toronto Marlies in die American Hockey League geschickt, für die der Angreifer in zwei AHL-Spielen im Einsatz stand. Verhaeghe verbrachte die Saison 2014/15 im Juniorenbereich und wurde für seine letzte Spielzeit in der Ontario Hockey League zum Mannschaftskapitän der Niagara IceDogs ernannt.
Anschließend wechselte der Stürmer in den Erwachsenenbereich und wurde im September 2015 als Teil eines Tauschgeschäfts zu den New York Islanders transferiert. Die folgenden beiden Saisonen verbrachte er bei den Farmteams Bridgeport Sound Tigers (AHL) und Missouri Mavericks (ECHL). Anfang Juli 2017 wurde er im Austausch für Kristers Gudļevskis zu den Tampa Bay Lightning transferiert. Verhaeghe stand die darauffolgenden beiden Spielzeiten ausschließlich bei den Syracuse Crunch in der American Hockey League im Einsatz. Dort entwickelte er sich zu einem zuverlässigen Scorer, insbesondere in der Saison 2018/19 überzeugte er gemeinsam mit seinem Mannschaftskameraden Alex Barré-Boulet. Beide erzielten jeweils 34 Tore in der regulären Saison und erhielten den Willie Marshall Award. Verhaeghe gewann als punktbester Spieler der Liga außerdem die John B. Sollenberger Trophy und wurde mit einer Berufung in das AHL First All-Star Team bedacht.
In der Saison 2019/20 debütierte er schließlich für die Lightning in der National Hockey League. Am Ende seiner Rookie-Saison gewann er mit dem Team in den Playoffs 2020 den Stanley Cup. Sein auslaufender Vertrag wurde jedoch nicht verlängert, sodass er sich im Oktober 2020 als Free Agent den Florida Panthers anschloss. Dort steigerte er seine persönliche Statistik deutlich bis auf 73 Punkte aus 81 Partien der Saison 2022/23, wobei er mit 42 Treffern auch bester Torschütze seines Teams wurde. In den Playoffs 2023 erreichte er mit den Panthers erneut das Endspiel um den Stanley Cup, unterlag dort allerdings den Vegas Golden Knights mit 1:4. In den folgenden Playoffs 2024 zog er mit dem Team erneut ins Finale ein und errang mit einem 4:3-Erfolg über die Edmonton Oilers nun auch den ersten Stanley Cup der Franchise-Geschichte, seinen zweiten nach 2020.
Im Oktober 2024 unterzeichnete Verhaeghe einen neuen Achtjahresvertrag in Florida, der ihm mit Beginn der Spielzeit 2025/26 ein durchschnittliches Jahresgehalt von sieben Millionen US-Dollar einbringen soll. In den Playoffs 2025 wiederum verteidigten die Panthers den Titel durch einen weiteren 4:2-Sieg gegen die Oilers, sodass er die Trophäe ein drittes Mal gewann.

### International
Verhaeghe nahm mit der kanadischen Auswahl an der U18-Junioren-Weltmeisterschaft 2013 teil. In sieben Einsätzen verbuchte er vier Torvorlagen und gewann mit Kanada schließlich die Goldmedaille.

## Erfolge und Auszeichnungen
| - 2019 John B. Sollenberger Trophy - 2019 Willie Marshall Award (gemeinsam mit Alex Barré-Boulet) - 2019 AHL First All-Star Team | - 2020 Stanley-Cup-Gewinn mit den Tampa Bay Lightning - 2024 Stanley-Cup-Gewinn mit den Florida Panthers - 2025 Stanley-Cup-Gewinn mit den Florida Panthers |

### International
- 2013 Goldmedaille bei der U18-Junioren-Weltmeisterschaft

## Karrierestatistik
Stand: Ende der Saison 2024/25

### International
Vertrat Kanada bei:
- U18-Junioren-Weltmeisterschaft 2013

(Legende zur Spielerstatistik: Sp oder GP = absolvierte Spiele; T oder G = erzielte Tore; V oder A = erzielte Assists; Pkt oder Pts = erzielte Scorerpunkte; SM oder PIM = erhaltene Strafminuten; +/− = Plus/Minus-Bilanz; PP = erzielte Überzahltore; SH = erzielte Unterzahltore; GW = erzielte Siegtore; 1 Play-downs/Relegation; Kursiv: Statistik nicht vollständig)